# 玉溪站 (云南省)
玉溪站，位于中华人民共和国云南省玉溪市红塔区大营街街道西河路中段，是中越国际铁路通道昆玉河铁路和中老国际铁路通道玉磨铁路的一个车站，2016年12月15日启用并取代老火车站的客运功能，现由昆明局集团开远车务段管辖。本站建筑面积为1.2万平方米，设10条列车到发线、5个站台、1700个候车坐席，开通初期仅开行昆明至河口北的普速列车（原经由老昆玉线），2016年12月29日开始开行往昆明南站方向的动车组列车。
本站的开通使昆明至河口北的旅客列车无需在中途换挂机车。

## 旅客列车目的地
目前玉溪站所办理的旅客列车均由昆明局集团担当，暂无外局担当列车。

### 始发列车
| 列车所属路局 | 车次 | 目的地   |
| ------------ | ---- | -------- |
| 昆明局集团   | D794 | 攀枝花南 |

### 过路列车
| 列车所属路局 | 目的地                                                 |
| ------------ | ------------------------------------------------------ |
| 昆明局集团   | 河口北、昆明、昆明南、丽江、蒙自、曲靖、西双版纳、宣威 |